# لوغاريتم عشري

مخطط دالة اللوغاريتم العشري

اللوغاريتم العشري اللوغاريتم ذو المبنى عشرة. وهو معرف في جميع الأعداد الحقيقية الموجبة.
الكتابة الرياضية للوغاريتم العشري لعدد {\displaystyle x} هي {\displaystyle \operatorname {lg} (x)} أو {\displaystyle \operatorname {log} (x)} أو {\displaystyle \operatorname {log} _{10}(x)} بالترميز الرومي، ورمزه العربي {\displaystyle )}{\displaystyle (}.